# Destiny Udogie
Iyenoma Destiny Udogie (phát âm tiếng Ý: [ˈdɛstini uˈdɔːɡi]; sinh ngày 28 tháng 11 năm 2002) là một cầu thủ bóng đá chuyên nghiệp người Ý hiện đang thi đấu ở vị trí hậu vệ trái cho câu lạc bộ Premier League Tottenham Hotspur và đội tuyển bóng đá quốc gia Ý.

## Sự nghiệp câu lạc bộ

### Hellas Verona
Udogie bắt đầu sự nghiệp bóng đá của mình ở hệ thống trẻ của Hellas Verona và ra mắt tại Serie A trong trận hòa 2–2 trước Milan ngày 8 tháng 11 năm 2020.

### Udinese
Vào ngày 15 tháng 7 năm 2021, Udogie gia nhập Udinese theo dạng cho mượn kéo dài một mùa giải với nghĩa vụ phải mua. Trong mùa giải đầu tiên với câu lạc bộ, anh đã ra sân 37 lần chủ yếu ở vị trí hậu vệ cánh trái và ghi 5 bàn thắng. Anh tiếp tục gắn bó với Udinese trong mùa giải 2022–23, ra sân 33 lần và ghi 3 bàn thắng.

### Tottenham Hotspur
Vào ngày 16 tháng 8 năm 2022, Udogie đã ký hợp đồng với Tottenham Hotspur theo dạng chuyển nhượng vĩnh viễn cho đến năm 2027 và Udogie ngay lập tức được Udinese cho mượn trong mùa giải 2022–23. Udogie ra mắt Tottenham vào ngày 13 tháng 8 năm 2023 trong ngày thi đấu đầu tiên của mùa giải Premier League 2023–24 trong chuyến làm khách của Tottenham trước Brentford. Vào ngày 10 tháng 12, anh ghi bàn thắng Premier League đầu tiên cho Tottenham trong chiến thắng 4–1 trước Newcastle United. Vào ngày 12 tháng 12, Udogie ký hợp đồng mới có thời hạn đến năm 2030 với câu lạc bộ. Mùa giải đầu tiên của anh với Spurs đã bị cắt ngắn vào tháng 4 năm 2024 do anh phải trải qua cuộc phẫu thuật sau chấn thương ở cơ tứ đầu bên trái.

## Sự nghiệp quốc tế
Sinh ra ở Ý, Udogie là người gốc Nigeria. Anh từng là tuyển thủ trẻ của Ý.
Vào ngày 3 tháng 9 năm 2021, anh có trận ra mắt với đội tuyển U-21 quốc gia Ý kể từ trận chiến thắng 3–0 trước Luxemburg trong vòng loại Giải vô địch bóng đá U-21 châu Âu 2023.
Vào ngày 6 tháng 10 năm 2023, Udogie được gọi vào đội tuyển quốc gia Ý bởi huấn luyện viên trưởng Luciano Spalletti cho vòng loại UEFA Euro 2024 trong các trận đấu trước Malta và Anh. Sau đó, anh có trận ra mắt cho đội tuyển Ý vào ngày 14 tháng 10 năm 2023 khi vào sân thay người ở phút thứ 79 trong trận chiến thắng 4–0 trước Malta. Trong trận đấu đó, anh thực hiện một pha kiến tạo cho Davide Frattesi để giúp Frattesi ghi bàn thắng cuối cùng. Ba ngày sau, anh có mặt đầu tiên trong đội hình chính của đội tuyển quốc gia Ý trong trận thua 1–3 trước Anh tại Sân vận động Wembley.

## Thống kê sự nghiệp

### Câu lạc bộ
Tính đến 13 tháng 4 năm 2024
| Câu lạc bộ          | Mùa giải            | Giải vô địch        | Giải vô địch | Giải vô địch | Cúp quốc gia | Cúp quốc gia | Cúp Liên đoàn | Cúp Liên đoàn | Tổng cộng | Tổng cộng |
| Câu lạc bộ          | Mùa giải            | Hạng đấu            | Trận         | Bàn          | Trận         | Bàn          | Trận          | Bàn           | Trận      | Bàn       |
| ------------------- | ------------------- | ------------------- | ------------ | ------------ | ------------ | ------------ | ------------- | ------------- | --------- | --------- |
| Hellas Verona       | 2020–21             | Serie A             | 6            | 0            | 1            | 0            | —             | —             | 7         | 0         |
| Udinese (mượn)      | 2021–22             | Serie A             | 35           | 5            | 2            | 0            | —             | —             | 37        | 5         |
| Udinese (mượn)      | 2022–23             | Serie A             | 33           | 3            | 1            | 0            | —             | —             | 34        | 3         |
| Udinese (mượn)      | Tổng cộng           | Tổng cộng           | 68           | 8            | 3            | 0            | —             | —             | 71        | 8         |
| Tottenham Hotspur   | 2023–24             | Premier League      | 28           | 2            | 2            | 0            | 0             | 0             | 30        | 2         |
| Tổng cộng sự nghiệp | Tổng cộng sự nghiệp | Tổng cộng sự nghiệp | 102          | 10           | 6            | 0            | 0             | 0             | 108       | 10        |

1. ↑  Bao gồm Coppa Italia và FA Cup
2. ↑  Bao gồm EFL Cup

### Quốc tế
Tính đến 21 tháng 3 năm 2024
| Đội tuyển quốc gia | Năm       | Trận | Bàn |
| ------------------ | --------- | ---- | --- |
| Ý                  | 2023      | 2    | 0   |
| Ý                  | 2024      | 1    | 0   |
| Tổng cộng          | Tổng cộng | 3    | 0   |

## Danh hiệu
Tottenham Hotspur
- UEFA Europa League: 2024–25[19]